# Ion Stendl
Ion Stendl (n. 18 februarie 1939, Reșița) este un  pictor și gravor român, profesor universitar la Universitatea Națională de Arte București, Doctor în Arte Vizuale, personalitate de prim rang a artei românești. 
Ion Stendl este soțul artistei decoratoare Teodora Stendl

## Mărturisire
Mă simt bine în această lume postmodernă, în care un centaur poate fi mai autentic decât un Ferrari. Mă plimb cu văzul sau cu gândul în minunatul muzeu imaginar, fascinat de comorile văzului de care sunt înconjurat.

După o zi de trudă, mă așez obosit pe pluta Meduzei ce a eșuat la marginea deșertului de lut și revăd întocmirea lucrurilor.
Adesea, se cuibărește lângă mine melancolia și în umbra serii ce se lasă reușesc să-i spun că mă simt bine în această lume postmodernă în care...      Ion Stendl

## Studii
- Studiază pictura monumentală la Institutul  de Artă "Nicolae Grigorescu" din București în perioada 1957 - 1963, având ca profesori pe Ion Popescu Negreni, Ștefan Constantinescu și Gheorghe Popescu.
- Din 1965 este membru al Uniunii Artiștilor Plastici din România
- 1973 Devine lector și nefiind membru de partid avansarea îi este oprită, după schimbarea regimului politic, în 1990 profesor titular la Catedra de Artă Monumentală
- 1971-1972 obține o bursă de studii DAAD pentru academia de artă din Düsseldorf la clasa de grafică liberă a profesorului Rolf Sackenheim.
- Din 1993, anual, Profesor invitat la Academia Internațională de vară la Beratzhausen- Bavaria
- 2002 Teza de Doctorat în Arte Vizuale la Universitatea Națională de Arte București cu tema „Estetica, materialele și suporturile desenului, o paralelă între Renaștere și secolul XX ”[3]
- Din 2005, coordonator de doctorat la Universitatea Națională de Arte București

## Expoziții personale
- 1966 Sala Kalinderu, București
- 1969 Galeria Triade, Torino
- 1971, 1973 Galeria Apollo, București
- 1974 Galeria Paleta, Reșița
- 1976 Galeria Nouă, București
- 1983 Muzeul de Artă al României; Muzeul de Artă al Banatului, Timișoara; Muzeul de Artă din Cluj- Napoca
- 1995 Galeria Aspekte, Waibstadt
- 1996 Sala Rondă a Teatrului Național, București
- 1996, 2004 Galeria „Kunstkontor Westnerwacht”, Regenburg
- 1998 Grafik Museum, Stiftung Schreiner, Bad Steben
- 2003 Galeria Apollo, București
- 2006 Muzeul Banatului Montan, Resița
- 2006 “Pictorul si modelul”, pictură - desen - obiect, Galeria Veroniki Art, București
- 2009 Retrospectivă, Donauschwabiesches Zentralmuseum, Ulm
- 2010 Prezent Continuu. Pictură. Colaj. Obiect. „Galeria Triade”, Timișoara

## Expoziții de grup - selecție
- 1967 „13 Pictori români”, Sala Kalinderu, București
- 1968, 1970 Bienala de Gravură de la Buenos Aires, Argentina
- 1968, 1972 Xylon, Geneva
- 1969 Expoziție în cadrul Bienalei de tineret, Paris
- 1969 Prima Trienală de Xilogravură de la Capri
- 1970 Bienala de Gravură de la Cracovia
- 1972 Pictură și Grafică, Noto
- 1973 Expoziție de grafică, Pavilionul românesc al Bienalei de la Veneția
- 1984 Expoziție de pictură și Desen Mannheim
- 1991 Carte-Obiect, Muzeul Colecțiilor de Artă, București
- 1994 „Stationen”, la Bonn și București
- 2010 „Secretul maeștrilor”, Galeria  Veroniki Art, București[4]

## Premii și distincții
- 1969 Premiul bienalei pentru tineret la Paris,
- 1970 Premiul bienalele de artă grafică și desen din Cracovia,
- 1970 Banska Bystrica, Mențiune de Onoare
- 1972 Premiul al 2 lea al Bienalei de artă de la Noto
- 1974 Mențiunea a3a la Concursul "Joan Miró" - Barcelona,
- 1977 Premiul Bienalei de artă de la Viena
- 1983 Premiul Revistei „Arta”, București
- 1984 Premiul "Ion Andreescu" al Academiei Române.
- 1984 Placheta de aur a Expoziției Internaționale de afiș de film, Chicago
- 1995 Premiul special al Uniunii Artiștilor din România, București
- 1997 Numit Membru de Onoare al Asociației Germane de Cultură și Educație a Adulților, Reșița
- 2000 Cetățean de Onoare al Orașului Reșița
- 2008 Numit Cetățean de Onoare al Județului Caraș-Severin[5]

### Decorații
- Ordinul național „Serviciul Credincios” în grad de Ofițer (1 decembrie 2000) „pentru realizări artistice remarcabile și pentru promovarea culturii, de Ziua Națională a României”[6]

## Aprecieri
- Olga Bușneag: Artist total, excelând deopotrivă în pictură, grafică, tapiserie, artă monumentală și artă obiectuală, Ion Stendl s-a impus ca o personalitate complexă, matură, ieșită din comun. Unul dintre primii ai generației sale, un mare și tăcut muncitor, un mare modest.[7]
- Dan Grigorescu: Sub cerurile dramatice ale picturii lui Ion Stendl, fragmentele de sculpturi și de vase de odinioară par a se întregi din nou, dobândind iar viață; pentru el, istoria înseamnă, mai presus de orice, o stare de suflet. Pictorul se redescoperă pe sine, își analizează, lucid, emoțiile provocate de întâlnirea cu îndepărtatul trecut. Astfel încât imaginile sale devin  proiecții ale unui complex autoportret spiritual, desenate cu aplombul unui excelent creator de forme inteligibile.
- Ion Stendl  este un artist care gândește, care refuză grandilocvența sau narațiunea sentimentalistă: el preferă, drumul evident mai greu, spre concentrarea imaginii, spre traducerea sensurilor filosofice, într-o sintaxă picturală complexă în care se citește efortul continuu al sintezelor.[8]
- Gheorghe Vida: Mare desenator, atras de o viziune „arheologică” asupra civilizațiilor, care-și lasă urme indelebile în complexa desfășurare a imaginilor sale, Ion Slendl de subsumează, prin această tehnică a citatului cultural și unui postmodernism sui-generis, prin dialogul continuu  cu o tradiție proteiformă, invocată și resuscitată cu o forță de expresie evocatoare, unică în arta românească de astăzi.
- Cromatica sa de o nobilă matitate, aducând aminte sau iluzionând de fapt frescele, nu exclude anumite acute tonale și de pensulație, magistral orchestrate, în ansambluri ce respiră aerul unor spații vaste, unde spiritul plutește liber peste epoci, întâlnind în drum fragmentele, „ruinuri”, chipuri prestigioase în care își regăsește o identitate pierdută.
- Cărțile -obiect(o preocupare mai recentă), tematizează cu o admirabilă rigoare și ingeniozitate, ghidat de un demers „clasificator”, obsesiile sale privind raporturile dintre cultura scrisă și cea obiectuală pe care o „deconstruiește”, pentru a utiliza un concept la modă, și o reface apoi într-o nouă, armonioasă unitate.[9]
- Adriana Botez-Crainic: Deloc prins în capcanele rețetei, postmodernismului artei profesorul Ion Stendl se afirmă azi ca un instrument inventiv al cuplării timpilor istorici și muzeistici. El admiră capodoperele artei universale cărora le aduce omagiul, le integrează sensibilității și mentalității contemporane. Trecerea de la o morfologie la alta, detalii faimoase din capodoperele picturii universale sunt asimilate eterogen compozițiilor insolite. „Jocul”, amestecul ideilor și schimbările coerenței metaforice creează mobilitatea de la un cadru la altul.
- Cora antică primește semnificația vieții în alăturarea nudului palpitând de viață a tinerei femei imaginată în reverie, ecvestra romană este integrată cavalcadei trupurilor căzute în ultimul război. (...) Minotaurul cretan se mistifică în antrpomorfie actuală. Tonul grav al conținutului este absorbit în jocul senin al formelor, libere de corsetul prescripțiilor, istoria, simbolurile și prezentul se apropie și conviețuiesc în clipa de cultură și de viață.
- Spațiul plastic, expresie a nonconformismului, se comunică dezinvolt. Stendl trece de la severitatea construcției formei, la libera ei distrugere. Soluții inedite cu fiecare lucrare se inseră în dialogul semantic și căutarea expresivității ansamblului.
- Dispunerea scenografică a personajelor se înscrie în câmpul compozițional deschis, fără limita cadrului. Perspectivele moderne conviețuiesc cu rigorile perspectivei clasice europene și orientale.
- În acest univers plastic postmodern, morfologiile combinate sunt puse de acord, formele clasice ale culturii mediteraneene se alătură armonios lumii secolului 21, ansamblurile artei figurative se află în slujba emoției artistice nobile. Desenul este determinantul relației formă-construcție-expresie.  Nonconformismul artei lui Ion Stendl, bazat pe surpriză, inovației și curajul detronării granițelor rigide dintre aerte, afirmă concepte și soluții plastice originale, reprezentative pentru relația dintre modern și tradiție, mărturisite de măiestria artistică și performanța profesorală ale pictorului.[10]
- Roxana Demetrescu : Stendl este mai presus de orice un artist cultivat, care a știut să convertească istoria artei într-un productiv „muzeu imaginar”. Poate că doar în acest sens rămâne un clasic - o etichetă pe care o respinge adesea, cu o pudoare plină de modestie. Forța tablourilor lui Ion Stendl se naște din această materie plastică autonomă, reiterând faimoasele cuvinte ale lui Paul Klee: „Kunst gibt nicht des Sichtbare wieder, sondern macht sichtbar ”[11]

## "Desenul - estetica, suporturi, materiale„[3]
(...) Cercetarile artistului au mers, în toți acesti ani, în mai multe direcții: desenul, obiectul, fotografia, pictura, tapiseria, gravura, arta monumentală au fost preocuparile constante ale creației sale, impuse în peisajul artei noastre contemporane prin atitudine și opțiunea personală.
Nu este întâmplător faptul că Ion Stendl s-a preocupat și de o analiză teoretică asupra istoriei desenului. În calitatea sa de profesor al Universității de Arte din București, el a pus la îndemâna studenților una dintre cele mai importante cărți despre desen apărute la noi, intitulată Desenul. Estetica, suporturi, materiale.
În succesiunea creației sale, începută în jurul anilor ’60, se pot distinge mai multe etape – mai ales în ceea ce privește opera sa desenată. Acestea tradează structura de factură clasică a personalității artistului și disciplina riguroasă în elaborarea fiecărui proiect. Etapele se succed și acum, după mulți ani de experiență, în același ritm: documentare, studiu, analiza atenta. Prezența artistului în atelier rămâne însă locul ce dă măsura muncii sale; pentru public, contactul cu atelierul este primul pas în cunoașterea personalității artistului. Nici acum Ion Stendl nu a renunțat la lucrul în fața modelului, la cercetarea continuă asupra naturii. 
În tot acest context, fotografia ocupă un loc important, este unul dintre instrumentele preferate de artist în munca de documentare. Atelierul lui Ion Stendl, așa cum l-am cunoscut cu mulți ani în urmă, definea imaginea unui artist extrem de riguros, ce și-a plasat creația între istorie și prezent. Artistul a asimilat, cu un firesc nebănuit, experiența bogată pe care istoria artei o pune la indemină, fiind în același timp atras de noutățile pe care modernitatea i le-a adus. Opera lui Ion Stendl s-a construit în jurul desenului și al corporalității, iar acest lucru pune în valoare o metodologie proprie, ce i-a permis, de-a lungul timpului, o mare libertate – atât ca procupari tehnice, cât și ca orizont spiritual.
Ion Stendl a preferat atitudinea de „ucenic“ într-ale meseriei, un exercițiu constant în asimilarea secretelor limbajului. A manifestat totuși atracție și pentru experiment. Un anume cult al clasicității nu l-a îndepartat de la problemele imediate ale contemporaneității, ca și de o anume identitate a momentului. 
Începutul anilor ’70 este caracterizat de compoziții bazate pe fragment. Repertoriul de semne se amplifica: alături de detalii ce țin de anatomie, apar fragmente de arhitectură, obiecte disparate – o scriitură ce pune în valoare tot mai mult libertatea gestului. Ele exprimă o viziune bine controlată, evoluând între geometria riguroasă și gestul instinctiv, alături de elemente care funcționează ca martori, ca repere. Toate acestea ilustrează particularitățile limbajului său. Fără a abandona studiul asupra obiectului sau a modelului uman, jocul liber, scriitura rămâne un element caracteristic demersului său artistic. De acum, descoperim legatura subtilă dintre privirea directă, limitată la obiect, și o lectură amplă, de tip cultural. Jocul dintre văzut și nevăzut, relativitatea pe care acesta o induce concretului palpabil reprezinta elementul ce fascineaza in aceasta opera.
Preocuparile lui Ion Stendl au mers intotdeauna in paralel, pe mai multe planuri. Personalitatea sa artistica, caracterizata de rigoare, apetenta cognitiva, aplicatie controlata, nu putea ramine indiferenta in fata unui moment ce a marcat istoria artei contemporane. Cercetarile de tip constructivist conduc, spre sfirsitul anilor ’70, la seria lucrarilor intitulate Structuri, realizate in tehnica mixta. Acesta este momentul cind el se preocupa sa iasa din bidimensionalitatea tabloului, cind intilnirea cu spatiul il provoaca. De la tapiserie, la obiecte construite, la cartile sale, care vor alcatui o „biblioteca“ ce contine un intreg alfabet de forme. Lumea imaginata de el este diversa, dar si foarte unitara.
Modelul uman este cheia de bolta a acestei creatii. Studiul expresivitatii corporale ramine reperul spiritual, simbolizind un mod de a dialoga cu umanitatea. in centrul acestei lumi se afla pictorul, creatorul capabil de „a citi“, de a da semnale, de a face sa comunice epoci si spatii diferite. Atelierul pictorului este locul unde isi dau intilnire, avind ca reper esential corpul uman, Antichitatea greaca, Renasterea, modernitatea. Aceasta este tema predilecta a lucrarilor din anii ’90. Atelierul pictorului, Pictorul si modelul, Pictor, Dupa Leonardo, Melancolia (dupa Dürer), Paznicul labirintului, Amintiri din Arezzo, Anghiari, Isabela si Centaurul, Dürer desenind Melancolia, Dürer la Venetia pot fi interpretate ca „testamentul spiritual“ al artistului.
Era greu de acceptat ca un artist de factura lui Ion Stendl sa nu abordeze in creatia sa si tema bibliotecii – simbolul cartii, al cunoasterii. Ea apare ca tema declarata in lucrarile ultimilor ani, aceasta fiind un mod de a pleda pentru cultura. Cum altfel am putea interpreta o tema ilustrata in lucrari ca Alter ego sau Michelangelo imbracat in desene, Columna Michelangelo, lucrari realizate dupa anul 2000, decit ca pe o sinteza – viziunea reinnoita a unui crez artistic sustinut cu atita consecventa de-a lungul anilor? 
Pentru a te apropia de opera lui Ion Stendl, trebuie sa-ti fi educat privirea cu ce are mai frumos istoria artelor, sa accepti ca poti merge mai departe numai dupa ce ai asimilat mult din experienta anterioara. Iar experimentul nu se poate construi decit pe cunoastere. Aceasta este demonstratia pe care artistul ne-a făcut-o de-a lungul acestor ani. Modelul ales de el este cu precadere cel al Renasterii, care a excelat prin pasiunea pentru studiu, pentru desen si care i-a permis unui artist ce apartine secolului al XX-lea sa judece lumea din jurul sau in deplina libertate. Opera lui Ion Stendl se construieste ca un exercitiu intelectual, rational, ca o participare – din perspectiva conditiei sale – la cunoasterea lumii in care traieste, iar particularitatea acestei creatii se defineste prin felul in care istoria si modernitatea respira in spiritul ei.

## Lucrări de Ion Stendl- selecție
- Autoportret - http://www.stendl.com/Media/Ion_Portrait.jpg
- http://veronikiart.ro/item.php?lang=0&id=41%5Bnefuncțională%5D
- http://veronikiart.ro/item.php?lang=0&id=242%5Bnefuncțională%5D
- http://veronikiart.ro/item.php?lang=0&id=249%5Bnefuncțională%5D
- Pictorul și modelul (3)- http://www.stendl.com/gallery7.html
- Pictorul și modelul (4)- http://www.stendl.com/Media/painter_modell4.jpg
- Atelierul - http://www.stendl.com/gallery7.html
- Atelierul (2) - http://www.stendl.com/gallery7.html